# Laloides justus
Laloides justus är en tvåvingeart som först beskrevs av Walker 1858.  Laloides justus ingår i släktet Laloides och familjen rovflugor. Inga underarter finns listade i Catalogue of Life.